# Дамбре, Шарль-Анри
Шарль-Анри Дамбре (фр. Charles-Henri Dambray; 11 октября 1760, Руан — 13 декабря 1829, Замок де Монтиньи) — французский государственный деятель, канцлер Франции, министр юстиции и председатель Палаты пэров Франции.

## Биография
Шарль Дамбре родился в Нормандии в 1760 году. В 1779 году он получил должность генерального адвоката одного из парижских судов, а в 1788 году заменил Антуана-Луи Сегьева в Парижском парламенте.
Накануне революции он удалился в свои владения в Монтиньи близ Дьеппа. В июне 1791 года Дамбре ненадолго покинул это уединение, чтобы отправиться за границу и помочь Людовику XVI бежать. Однако, после провала он вернулся в Руан и жил безвыездно в Уаселе. Дамбре не эмигрировал из страны и пережил период террора невредимым.
В период империи он продолжал поддерживать контакты с Бурбонами, в то же время работая мировым судьей и членом Генерального совета Нижней Сены.
В 1814 году Людовик XVIII назначил Дамбре канцлером Франции, министром юстиции и председателем Палаты пэров.

## Семья
В 1782 году он женился на Шарлотте де Барентен, дочери Шарля де Барентена, хранителя печатей короля Людовика XVI, и Анны Массон де Месле. У них было трое детей:
- Эммануэль[фр.], виконт Дамбре (1785—1868);
- Франсуаза Дамбре (1786—1866);
- Селеста Дамбре (1790—1874).